# Novi (stolica tytularna)
Novi (łac. Diocesis Novensis in Dalmatia) – stolica historycznej diecezji w Dalmacji Superiore istniejącej w czasach rzymskich. Sufragania również historycznej archidiecezji Doclea, współcześnie miejscowość Herceg Novi w Czarnogórze. Obecnie katolickie biskupstwo tytularne. 

## Biskupi tytularni
| Lp. | Biskup                      | Funkcja                                             | Od                | Do                   |
| --- | --------------------------- | --------------------------------------------------- | ----------------- | -------------------- |
| 1   | Abel Costas Montaño         | biskup pomocniczy Cochabamba (Boliwia)              | 11 listopada 1968 | 11 grudnia 1974      |
| 2   | Alfred Gonti Pius Datubara  | biskup pomocniczy Medan (Indonezja)                 | 5 kwietnia 1975   | 24 maja 1976         |
| 3   | Juan Ignacio Larrea Holguín | biskup polowy Ekwadoru                              | 5 sierpnia 1983   | 25 marca 1988        |
| 4   | Jan Lebeda                  | biskup pomocniczy Pragi (Czechosłowacja)            | 19 maja 1988      | 5 listopada 1991     |
| 5   | Ernesto Maria Fiore         | dziekan Roty Rzymskiej                              | 16 grudnia 1991   | 30 października 2001 |
| 6   | Odilo Scherer               | biskup pomocniczy São Paulo (Brazylia)              | 28 listopada 2001 | 21 marca 2007        |
| 7   | Carmelo Cuttitta            | biskup pomocniczy Palermo (Włochy)                  | 28 maja 2007      | 7 października 2015  |
| 8   | Paul Russell                | nuncjusz apostolski biskup pomocniczy Detroit (USA) | 19 marca 2016     |                      |